# 李建宏
李建宏(1973年9月—)是一位中国企业家，拥有香港居留权。

## 生平
1973年9月出生，获得厦门大学经济学学士，和美国芝加哥大学布斯商学院工商管理硕士。1994-2000年担任厦门海关财务代科长。曾任敏华控股有限公司执行董事与CEO,于2011年10月6日辞任敏华控股执行董事职务，并于2013年2月19日加入红星美凯龙，并自2013年3月以来一直担任红星美凯龙执行总裁兼副总经理，主要负责红星美凯龙投资并购融资基金。 